# Magic City Snowbears
I Magic City Snowbears sono stati una franchigia di pallacanestro della IBA, con sede a Minot, nel Dakota del Nord.
Debuttò nella stagione 1996-97. Arrivò due volte in finale, nel 1999 e nel 2000, perdendo in entrambe le occasioni. La squadra fu ritirata quando IBA, IBL e CBA si fusero nel 2001-02.

## Stagioni
| Stagione | Lega | Denominazione        | V  | P  | %    | Piazzamento | Play-off               |
| -------- | ---- | -------------------- | -- | -- | ---- | ----------- | ---------------------- |
| 1996-97  | IBA  | Magic City Snowbears | 15 | 15 | 50,0 | 3º          | Semifinale             |
| 1997-98  | IBA  | Magic City Snowbears | 11 | 23 | 32,4 | 4º          | -                      |
| 1998-99  | IBA  | Magic City Snowbears | 17 | 17 | 50,0 | 2º          | Finale IBA             |
| 1999-00  | IBA  | Magic City Snowbears | 19 | 17 | 52,8 | 3º          | Finale IBA             |
| 2000-01  | IBA  | Magic City Snowbears | 20 | 20 | 50,0 | 4º          | Semifinale di division |